# 黒田知宏
黒田 知宏（くろだ ともひろ、1971年4月19日 - ）は、日本の情報学者（医療情報学）。
京都大学医学部附属病院医療情報企画部教授。2023年より京都大学大学院医学研究科附属医療DX教育研究センター長。
医療・福祉情報学、特に仮想・融合現実感(VR・MR)、マルチメディア通信、ウェアラブル・ユビキタスコンピューティングの医療・福祉応用に関する研究に従事。遠隔手話通信システムの研究に基礎にデータグローブを、病院情報システムの設計・開発を通して医療用無線LANデジタルカメラシステム等を開発・実用化した。近年は、遠隔医療通信基盤、VR/MR医学教育環境、コンテキストアウェアな病院情報システム、生体信号計測用e-Textile等の開発を行っている。

## 来歴
1971年4月19日 大分県別府市生まれ。東大寺学園高等学校を経て、1994年 京都大学工学部情報工学科を卒業。1995年8月～10月ヘルシンキ工科大学医用工学科技術研修生。奈良先端科学技術大学院大学情報科学研究科博士前期課程及び博士後期課程情報処理学専攻を修了。博士（工学）（奈良先端科学技術大学院大学）。
- 1998年04月 奈良先端科学技術大学院大学 情報科学研究科 助手（～2001年09月）
- 2000年03月 通信・放送機構奈良リサーチセンター研究フェロー（～2001年3月）
- 2001年10月 京都大学医学部附属病院 講師（～2007年03月）
- この間、フィンランドのオウル大学情報処理科学科 客員教授（2001年、2006年）
- 2007年04月 大阪大学大学院基礎工学研究科 准教授（～2009年03月）
- 2008年11月 京都大学医学部附属病院 准教授（～2013年07月）
- 2013年08月 京都大学 医学部附属病院 教授（兼 情報学研究科 社会情報学専攻 教授）[3]
- 2023年04月 京都大学大学院医学研究科附属医療DX教育研究センター長[4][5][6]

日本生体医工学会理事長（2022年‐2024年）をはじめ、日本生体医工学会、日本医療情報学会、システム制御情報学会、日本手話学会の理事などを務めた
。

## 人物
「この（医療情報の）道を志したこと自体一度もなくて、いつの間にかここにいるんですよ。大学に入る前は、アナウンサーになりたいと思っていました。……アナウンサーになるには政治系の学部に行くほうがいいだろうと思っていたのですが、父が京都大学の高分子化学、母方の父が佐賀大学で土木工学の教授をしていて、「理科系でないところには行かせない」と言われていました。他にも進路についていろいろと言われ、「そこまで言われるんだったら、京都大学を受けてやる」という気持ちになり、当時最難関だった京大工学部情報学科に入学しました。大学ではアナウンスサークルに入ったのですが、アナウンスコンクールでプロのアナウンサーに「歯並びを矯正しなければアナウンサーになれない」と指摘されて諦めました。その後、ある先生とけんかした関係で京大の修士に残れず、修士課程で奈良先端科学技術大学院へ行きました。そろそろ博士号を取れそうだというとき、ある企業の内々定を取っていたのですが、教授から「助手のポストが空くから博士論文を書け」と言われて大学に残りました。その後、フィンランドのオウル大学に客員教授として留学していたときに、その教授から「あなたに来てほしいという人がいます」というメールをもらいました。それが京大病院でした。……けんかして出てきましたから、京都大学だけはないと思っていました（笑）」（Think, IBMより抜粋 ）。

## 著作
詳細はResearchmap及び京都大学教育研究活動データベース（研究）参照。
- 『スマートテキスタイルの最新動向』（堀照夫監修）シーエムシー出版, 2021.4　（ISBN:9784781315980）
- ‘’Wearable Sensors : Fundamentals, Implementation and Applications’’（ed. by Sazonov, Edward）Academic Press, 2021（ISBN:9780128192467）; 2014（ISBN:9780124186620）
- 『学ぶ!究める!医療A：ディープラーニングの基礎から研究最前線まで』（藤田広志企画・監修）インナービジョン, 2020.4（ISBN:9784902131857）
- 『スマート医療テクノロジー：AI、ビッグデータの利活用による次世代手術システムと医療経営』（村垣善浩監修）エヌ・ティー・エス, 2019.10（ISBN:9784860436193）
- 『高機能・高性能繊維の開発と利用の最前線 = Recent development and applications of high functional and high performance fibers』（山﨑義一監修）シーエムシー出版, 2019.8（ISBN:9784781314297）
- 『プレシジョン・メディシン : ビッグデータの構築・分析から臨床応用・課題まで = Precision medicine』（佐藤孝明・榊佳之・松原謙一監修）エヌ・ティー・エス, 2018.10（ISBN:9784860435806）
- 『ウェアラブルセンシング最新動向 : 電源・材料の開発から医療ヘルスケア分野への応用および次世代センシング技術』情報機構, 2016.11（ISBN:9784865021189）
- 『人工知能時代の医療と医学教育』（高橋優三編著）篠原出版新社, 2016.9（ISBN:9784884123925）
- 『デザイン学概論 = Introduction to Design Studies』（石田亨編）共立出版, 2016.4（ISBN:9784320006003）
- 『AR：拡張現実技術の基礎・発展・実践』（大隈隆史編集）科学情報出版, 2015.9（ISBN:9784904774397）
- 『医療財政、崩壊か再建か「国民医療」改革へ向けた緊急提言! （医療白書 / 医療経済研究機構編, 2015-2016年版）』（西村周三編集委員代表）日本医療企画, 2015.8（ISBN:9784864393829）
- ‘’Virtual Reality: Rehabilitation in Motor, Cognitive and Sensorial Disorders’’（Paul M. Sharkey and Joav Merrick）Nova Science Pub., 2014.10（ISBN:9781633217737）
- 『ウエアラブル・エレクトロニクス : 通信・入力・電源・センサから材料開発、応用事例、セキュリティまで』（美研クリエイティブセンター編）エヌ・ティー・エス, 2014.6（ISBN:9784860434052）
- 『医療情報システム（現代電子情報通信選書：知識の森）』（電子情報通信学会編, 黒田知宏監修）オーム社, 2012.1（ISBN:9784274211508）
- 『シミュレーション医学教育入門』（日本医学教育学会教材開発・SP小委員会編集）篠原出版新社, 2011.4（ISBN:9784884123512）
- 『感覚・感情とロボット：人と機械のインタラクションへの挑戦』（日本機械学会編）工業調査会, 2008.11（ISBN:9784769321989）
- 『立体視テクノロジー：次世代立体表示技術の最前線』（坂根厳夫他著）エヌ・ティー・エス, 2008.10（ISBN: 9784860431556）　他。